# Scelotes vestigifer
Scelotes vestigifer är en ödleart som beskrevs av  Donald G. Broadley 1994. Scelotes vestigifer ingår i släktet Scelotes och familjen skinkar. Inga underarter finns listade i Catalogue of Life.